# ForumAlternatif
Le ForumAlternatif (FA, en italien : ForumAlternativo) est un mouvement politique de gauche actif dans le canton du Tessin, en Suisse.
Le FA a été fondé au mois de septembre 2013 dans le but de donner un nouvel élan à la gauche tessinoise. Parmi ses premiers promoteurs figurent le médecin oncologue Franco Cavalli, ancien chef du groupe socialiste au Conseil national, l’alors secrétaire régional d’Unia Tessin Enrico Borelli et le fondateur de l’association Belticino Giancarlo Nava. Après quelques années d’activité vouées principalement à favoriser le dialogue entre les différents courants de la gauche tessinoise, le FA se constitue formellement comme mouvement politique le 26 septembre 2018.
Le FA est conçu comme un mouvement à vocation unitaire, ouvert et pluriel, comme témoigné entre autres choses par son agenda politique et son organisation. De plus, il entretient des relations étroites avec les syndicats et le monde de l’autogestion.
Le FA publie une revue d’information et approfondissement bimestrielle connue simplement sous le nom de Quaderno (ou « Cahier »). La publication donne place régulièrement à des contributions de spécialistes, représentants de la société civile, associations et personnalités politiques, et peut compter sur des nombreux correspondants basés dans différentes régions de la planète. Le FA gère en outre le site d’information homonyme mis à jour quotidiennement.
Au niveau fédéral, le FA entretient des bonnes relations avec solidaritéS, la Liste alternative et le Parti suisse du travail, ainsi que d’autres organisations de gauche radicale.

## Histoire

### Fondation et premières années
Le FA est fondé le 10 septembre 2013 sur initiative de l’oncologue Franco Cavalli, du syndicaliste Enrico Borelli et de la figure historique de la gauche tessinoise Giancarlo Nava. Dans un contexte de crise de la social-démocratie et de succès électoraux de la droite populiste, au Tessin comme plus généralement en Europe, l’objectif initial du FA est de donner un nouvel élan à la gauche tessinoise en favorisant le dialogue entre ses différents courants. Entre 2015 et 2016, le FA organise ainsi une série de tables rondes thématiques auxquelles participent des membres d’Unia, de l’Union syndicale suisse (USS), du Syndicat des services publics SSP-VPOD, du Syndicat indépendant des étudiants et apprentis (SISA), des Verts, du Parti communiste (PC), de la Jeunesse communiste (GC), du Parti suisse du travail (POP), du Collettivo Scintilla, du Parti socialiste (PS), de la Jeunesse socialiste (GISO), du Mouvement pour le Socialisme (MPS), tout comme du centre autonome il Molino, de l’Association Suisse-Cuba, de l’Association Suisse-Palestine, de la Communauté kurde du Tessin et de l’Association pour l’aide médicale à l’Amérique centrale (AMCA).

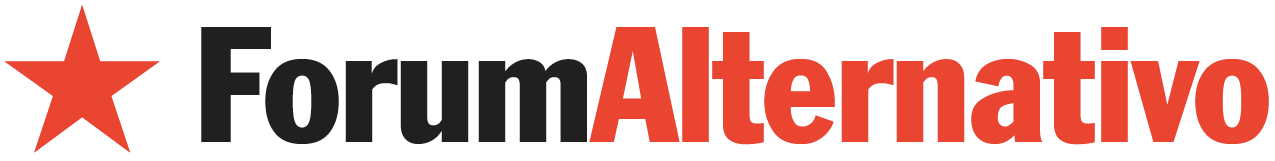
Le premier logotype officiel du FA, 2014-2019.

 Outre à promouvoir ces moments de rencontre et discussion, pendant ses premières années d’existence le FA est actif également sur différents fronts extra-parlementaires. Parmi ses initiatives liées aux problèmes du monde du travail, l’on dénombre l’occupation de l’agence d’intérim Adecco au mois de mars 2016, la soirée publique de rencontre et de débat avec l’alors secrétaire général du syndicat italien FIOM (Fédération employés ouvriers de la métallurgie) Maurizio Landini, et la création d’une helpline pour la dénonciation des abus sur le marché du travail. En ce qui concerne la problématique de l’augmentation des coûts de la santé, le FA a été promoteur de l’initiative populaire cantonale pour la couverture des soins dentaires, réalisée avec succès en collaboration avec d’autres forces politiques et syndicales.
Au cours de cette première période d’activité, le FA se concentre également sur la solidarité internationale, comme témoigné en particulier par la fondation, au mois de décembre 2015, du Comité tessinois pour la reconstruction de Kobané, en collaboration avec la Communauté kurde du Tessin et la communauté syrienne locale. Le Comité réalisera par la suite des projets tels que la construction d’une école à Kobané, inaugurée au mois d’avril 2019.

### Rapprochement à la politique institutionnelle
L’année 2018 représente un tournant dans l’action politique du FA. Le 26 septembre 2018, réunie à la Maison du peuple de Bellinzone, l’assemblée de l’organisation ratifie l’institutionnalisation à mouvement politique, en ouvrant ainsi la voie à la participation aux élections.

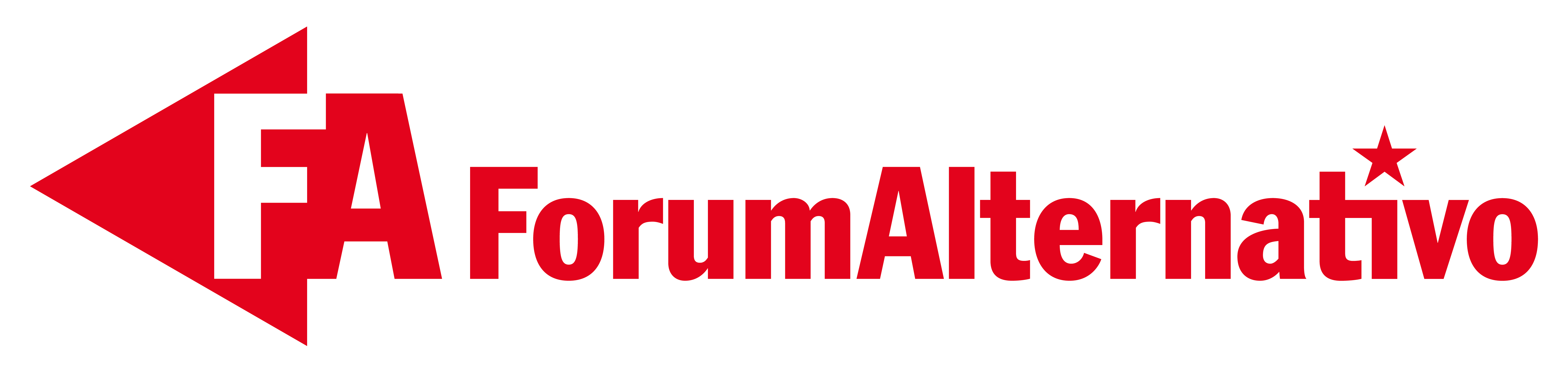
L’actuel logotype officiel du FA, 2019-.

 Entre 2018 et 2019, le FA se fait remarquer pour son soutien au référendum cantonal lancé par Unia contre la réforme « fisco-sociale » voulue par le gouvernement tessinois tout comme pour sa participation au comité référendaire national contre le projet de « Réforme fiscale et financement de l’AVS » (RFFA) promu par les partis du gouvernement fédéral. Fidel à ses racines extra-parlementaires, le FA organise en outre une manifestation cantonale contre l’augmentation des primes de caisse maladie et apporte son soutien au groupe « Salva Monte Brè » dans sa résistance contre le projet de maxi-resort sur les monts dans les hauts de Locarno.
Au cours de cette même période, le FA collabore avec les Verts du Tessin et le Parti communiste pour construire une nouvelle coalition qui puisse apporter une significative opposition écologiste et de gauche dans les institutions. Le rapprochement entre les trois organisation, rendu possible par les nombreuses convergences politiques, amène à la création de la liste unitaire « Verts et gauche alternative » pour les élections fédérales du 20 octobre 2019. L'alliance obtient un résultat historique : elle gagne un siège (attribué à la Verte Greta Gysin), se place presque au même niveau du Parti socialiste (respectivement le 13,9% et le 14,1% des voix) et contribue à la chute de la Ligue des Tessinois, descendue au 17%. Les analystes politiques le définissent comme un « tremblement de terre » dans le panorama politique tessinois.
À sa première participation aux Élections communales, en avril 2021, le FA réussit a faire élire 8 représentants dans les conseils communaux de Lugano, Locarno, Minusio, Losone, Ascona e Onsernone .

## Organisation
Contrairement aux partis politiques traditionnels, dans ses statuts le FA se définit comme un « mouvement pluriel » (movimento pluralista): comme d’autres mouvements grassroots, le FA permet en effet l’adhésion à d’autres mouvements politiques. Dans le but de favoriser un échange d’idées qui soit le plus ample possible, le FA encourage la participation à ses assemblées générales aussi de ceux qui ne sont pas formellement inscrits au mouvement.

## LeQuaderno

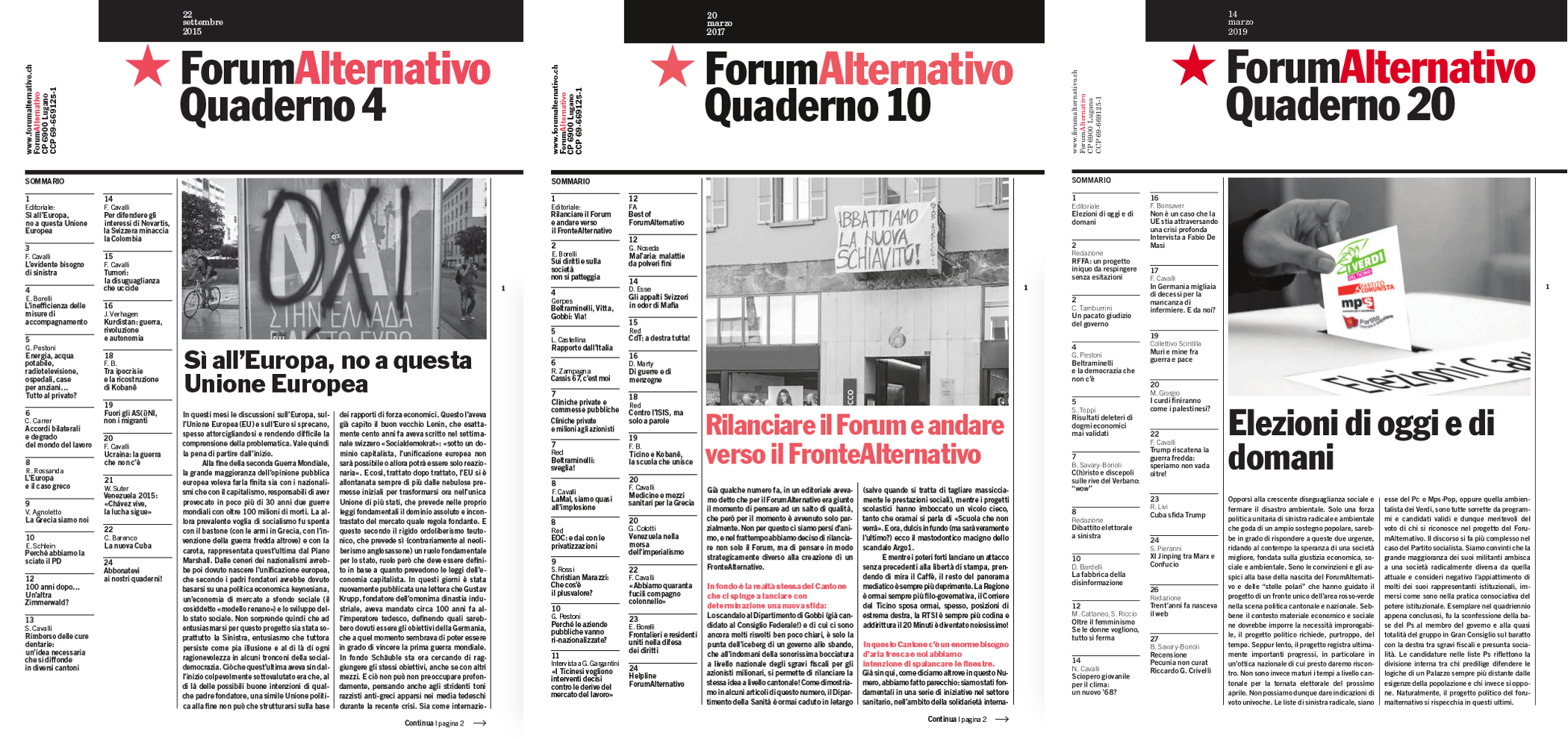
Quelques numéros du Quaderno.

Depuis 2014, le FA publie la revue d’information et approfondissement connue sous le nom de Quaderno. En syntonie avec la nature du mouvement, les contenus de la publication touchent une pluralité d’opinions venant de spécialistes, personnalités politiques, associations et représentants de la société civile. Sur ses pages se sont exprimées des nombreuses personnalités, dont le politicien Dick Marty, les économistes Christian Marazzi (SUPSI) et Sergio Rossi (directeur de la Chaire de macroéconomie et d’économie monétaire de l’Université de Fribourg), les anciens europarlementaires Elly Schlein et Vittorio Agnoletto, et des figures historiques de la gauche italienne comme Rossana Rossanda et Luciana Castellina. Dans le Quaderno sont également apparues des interviews exclusives à des figures connues comme le réalisateur Ken Loach, le vice-président du groupe de la Linke au Bundestag, Fabio De Masi, et le député européen Marc Botenga (PTB).
Le Quaderno s’appuie en outre sur un réseau de correspondants au Moyen-Orient, en Russie, en Chine, à Cuba et aux États-Unis.